# Capitolio del Estado de Florida
El Capitolio del Estado de Florida, en Tallahassee, Florida (Estados Unidos) es la sede del gobierno del Estado de Florida. Es un edificio de arquitectura y de importancia histórica, después de haber sido incluido en el Registro Nacional de Lugares Históricos. Las oficinas del Capitolio son: ejecutivas y legislativas, pues en él residen las cámaras del poder legislativo de la Florida, formado por el Senado y la Cámara de Representantes de Florida. El Capitolio se encuentra en la intersección de Apalache Parkway y la calle Monroe en el centro de Tallahassee, la capital del estado.

## Historia

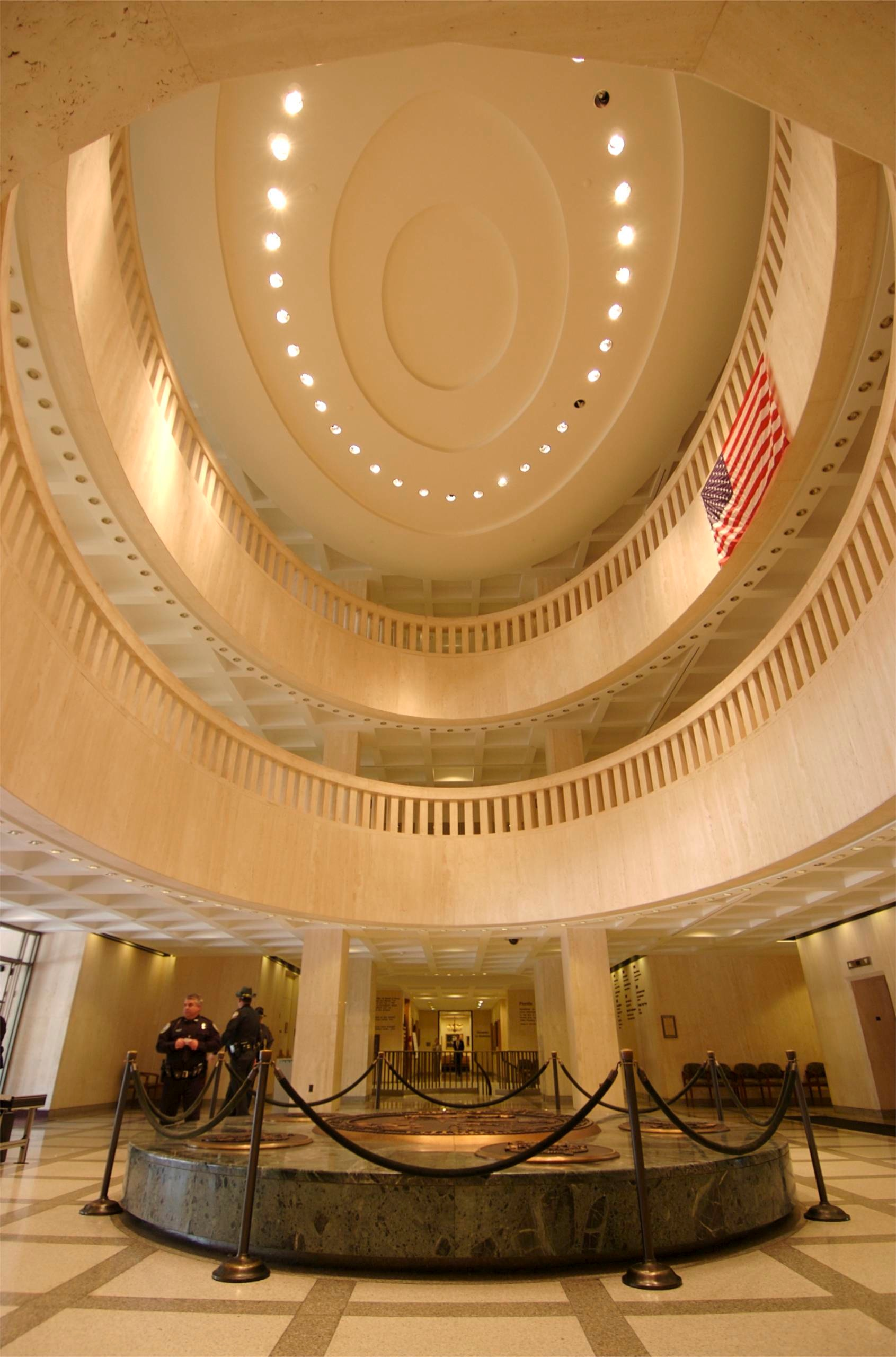
Interior del Capitolio de Florida.

Tallahassee fue nombrada capital de la Florida en 1824, a medio camino entre las ciudades entonces más grandes del estado, San Agustín y Pensacola. El gobierno territorial se reunió por primera vez en cabañas de madera. Un edificio del Capitolio fue construido en 1826, pero nunca terminó por completo. Fue derribado en 1839 para hacer espacio para la construcción de la estructura actual, que se completó en 1845, justo antes de la entrada de Florida en los Estados Unidos como el estado número 27. Varias adiciones a la capital histórica han sido realizados a lo largo de los años. Frank Millburn hizo la primera ampliación en 1902 mediante la adición de la cúpula de estilo clásico. En 1923, Henry adiciones Klutho incluyó dos nuevas alas y un interior de mármol. Finalmente grandes alas de la Cámara y el Senado de cámaras se han añadido al norte y sur del edificio en 1936 y 1947, respectivamente.
En peligro de demolición en la década de 1970, el capitolio histórico fue salvado por la acción de los ciudadanos encabezada por el Secretario de Estado Bruce Smathers y luego de su esposa Nancy McDowell. Los esfuerzos tuvieron éxito y el edificio fue restaurado a su apariencia de 1902. Arquitectónicamente destaca la cúpula de cristal del arte elaborado, toldos a rayas rojas y blancas, y una representación del escudo de Florida sobre las columnas de entrada.